# Honda CRF250R
Honda CRF250R är en tävlingsmotorcykel för Motocross-klassen MX2. Modellen lanserades 2004 och är fortfarande i produktion. Den har en högtrimmad encylindrig fyrtaktsmotor på 249,4 cm3 som ger en effekt på 32 kW (43 hk) vid 11 000 varv.
2005 kom den andra upplagan av CRF 250 med en mängd nya uppdateringar. Bland annat fick cylindertoppen ändrade kanaler för att ge bättre drag på låga varv, likaså har kamprofilerna och tändningskurvan ändrats.
Honda fortsatte att uppdatera CRF:en till 2006. Dubbla ljuddämpare som gav förbättrat vridmomentet på låga varvtal. Bullernivån blev anpassad efter det nya FIM-reglementet. Ny kolvdesign ökade effekten på mellan- och högvarv.